# Oscar Hedström
Pour les articles homonymes, voir Oscar et Hedström.
Oscar Hedström (Carl Oscar Hedström) (12 mars 1871 - 29 août 1960) est un industriel américain, d'origine suédoise, cofondateur en 1901 du constructeur de motos américaines de légende Indian (un des plus anciens et des plus importants constructeurs de motos au monde, avec Harley-Davidson de William Harley de 1903).

## Biographie

### Enfance et formation
Carl Oscar Hedström naît le 12 mars 1871 dans la commune de Hultsfred dans le Småland en Suède. Sa famille émigre aux États-Unis en 1880, et s’installe dans le quartier de Brooklyn à New York (que le jeune Oscar parcourt inlassablement avec son vélo durant son enfance). Passionné par la construction mécanique, il commence à travailler à l'âge de 16 ans (au moment de l'invention des premières motos Daimler Reitwagen) dans un petit atelier d'ingénierie du quartier du Bronx de New York, où il apprend le métier d'outilleur et le travail des métaux pour fabriquer des boîtiers et des composants d'horlogerie pour montres. Il poursuit son apprentissage dans divers petits ateliers, jusqu'à l'obtention de son diplôme de compagnon à l'âge de 21 ans.

### Fabricant de vélos
Il construit, durant son temps libre, son premier prototype personnel de vélo haut de gamme, de haute qualité, plus léger et plus durable que les vélos standards de son époque. Il les fabrique en série et les commercialise avec succès en bénéficiant d'une réputation grandissante de fiabilité. Il loue un atelier à Middletown dans le Connecticut (à 150 km au nord-est de New York) où il conçoit et fabrique son premier moteur monocylindre (inspiré du moteur De Dion-Bouton de l'époque) ainsi que son propre carburateur concentrique, dont il équipe ses trois premiers prototypes de vélos tandems pacers, rapidement reconnus pour leur supériorité sur la concurrence et leur grande fiabilité. Il rencontre alors George Hendee au Madison Square Garden de New York (ancien champion de courses de vélo, organisateur de compétitions cyclistes, fondateur en 1887 de l'industrie de bicyclettes Hendee Manufacturing Company de Springfield dans le Massachusetts) qui, impressionné par le tandem d'Hedström, lui propose d'associer leurs industries en 1900, pour concevoir et fabriquer des motos Indian (Indien en anglais, inspiré d'un mélange de son nom Hendee, et de celui de la légende internationale des Indiens d'Amérique et de leurs célèbres chevaux) avec un premier modèle Indian Single de 1901, à moteur monocylindre de 1,75 ch, vendu en deux exemplaires, puis à près de 140 exemplaires en 1902, et 1200 exemplaires en 1905.

Quelques modèles
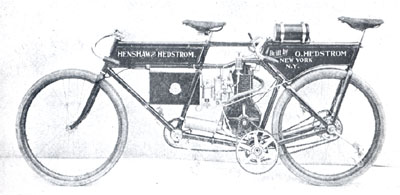
Premier Hedstrom tandem pacer de 1900
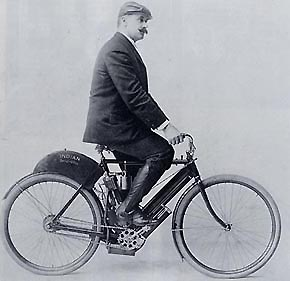
George Hendee et son Indian Single en 1904
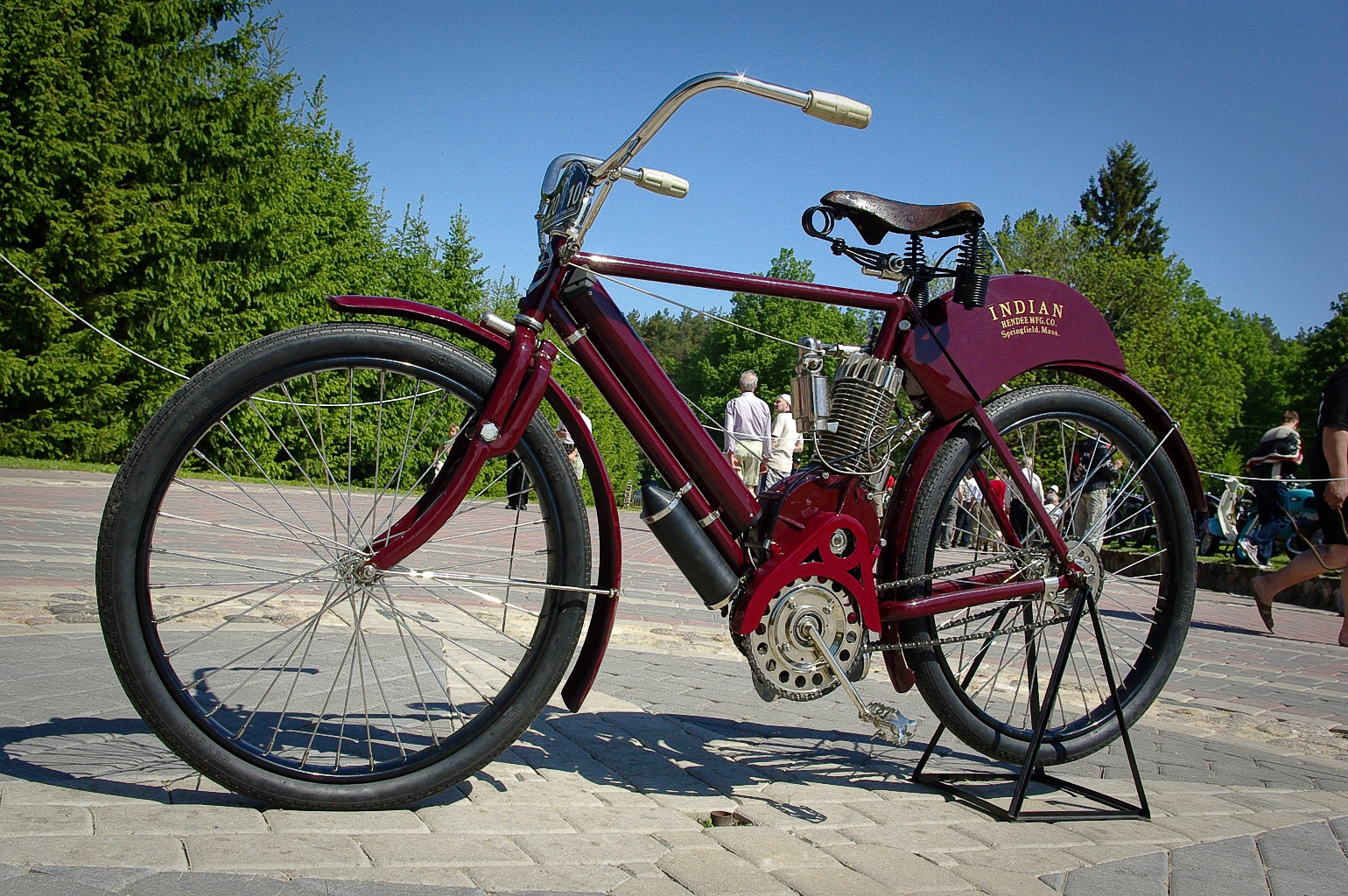
Indian single de 1904
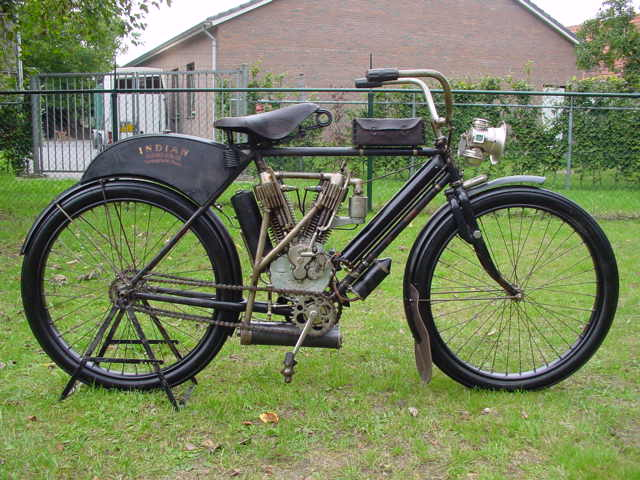
Indian V-tain 632 cm3 de 1908
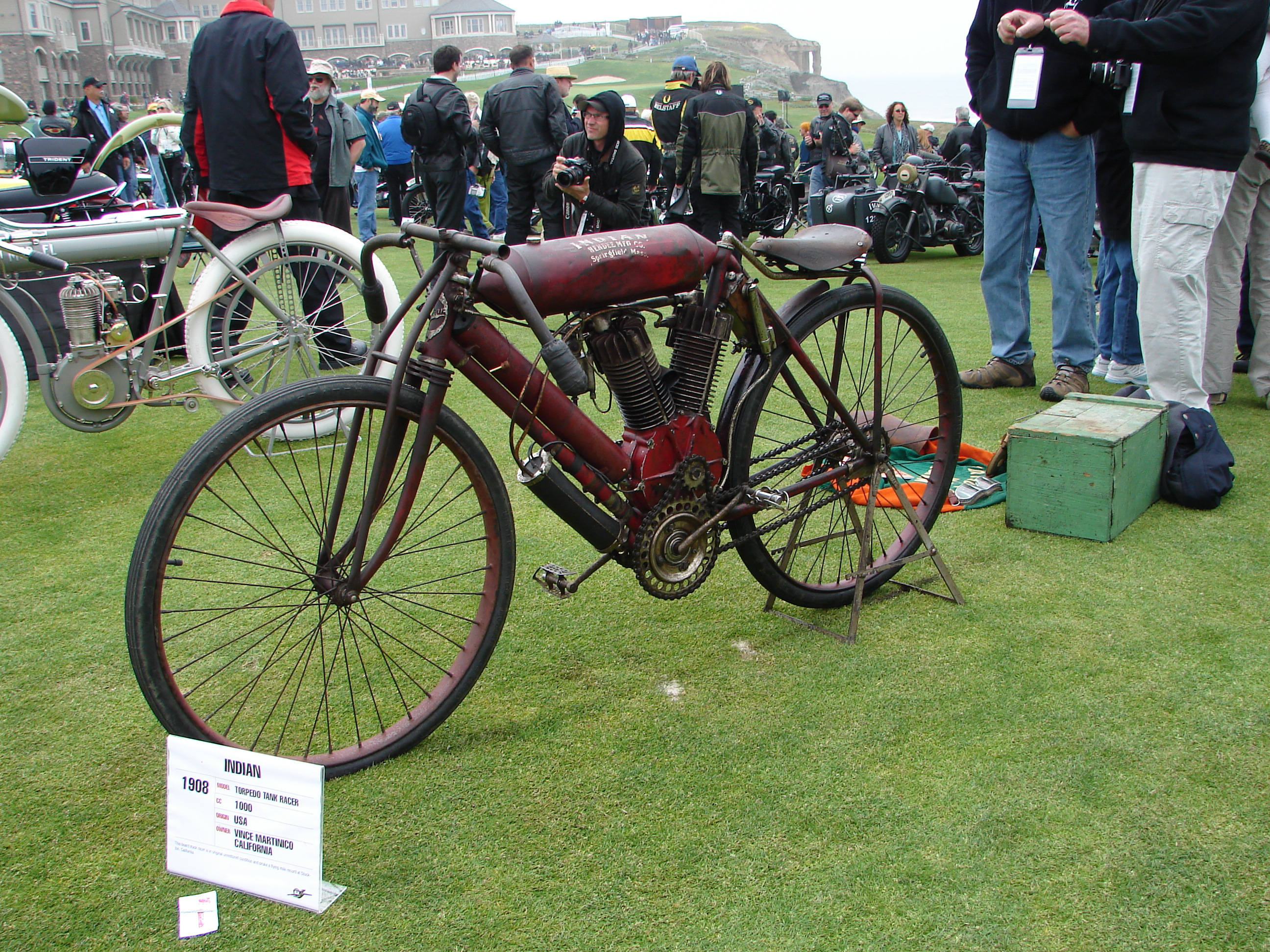
Indian racing 1908
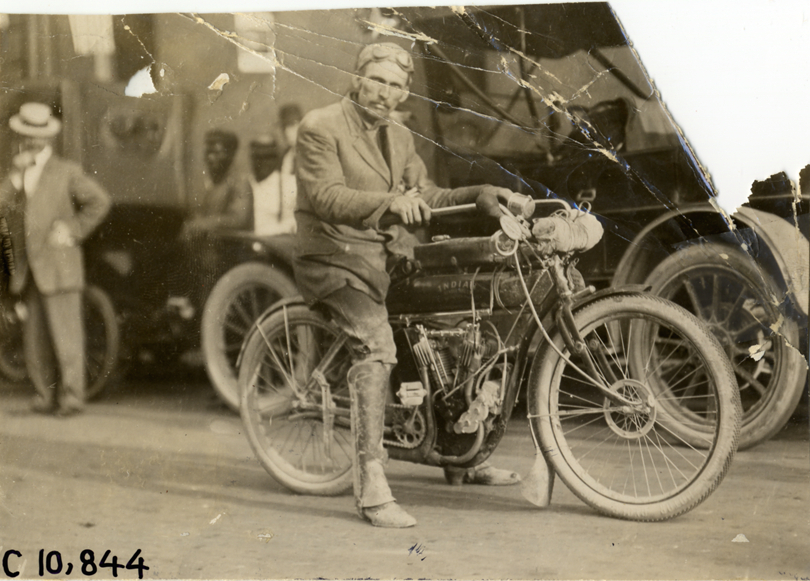
Course de moto d'Indianapolis en 1909
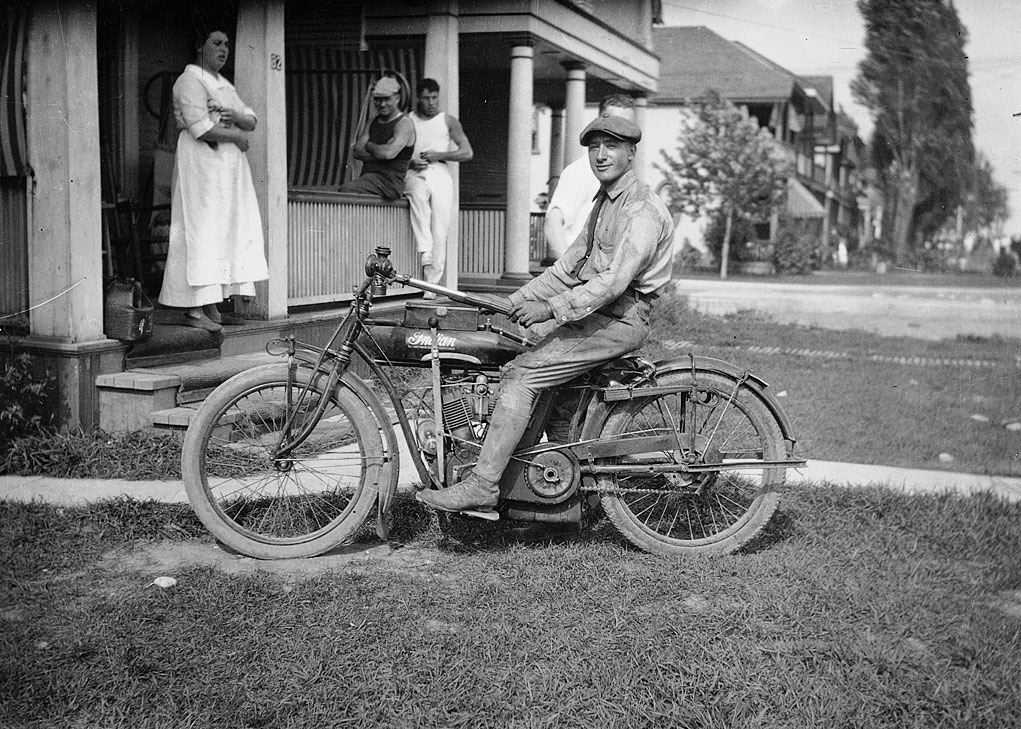
A Toronto en 1910
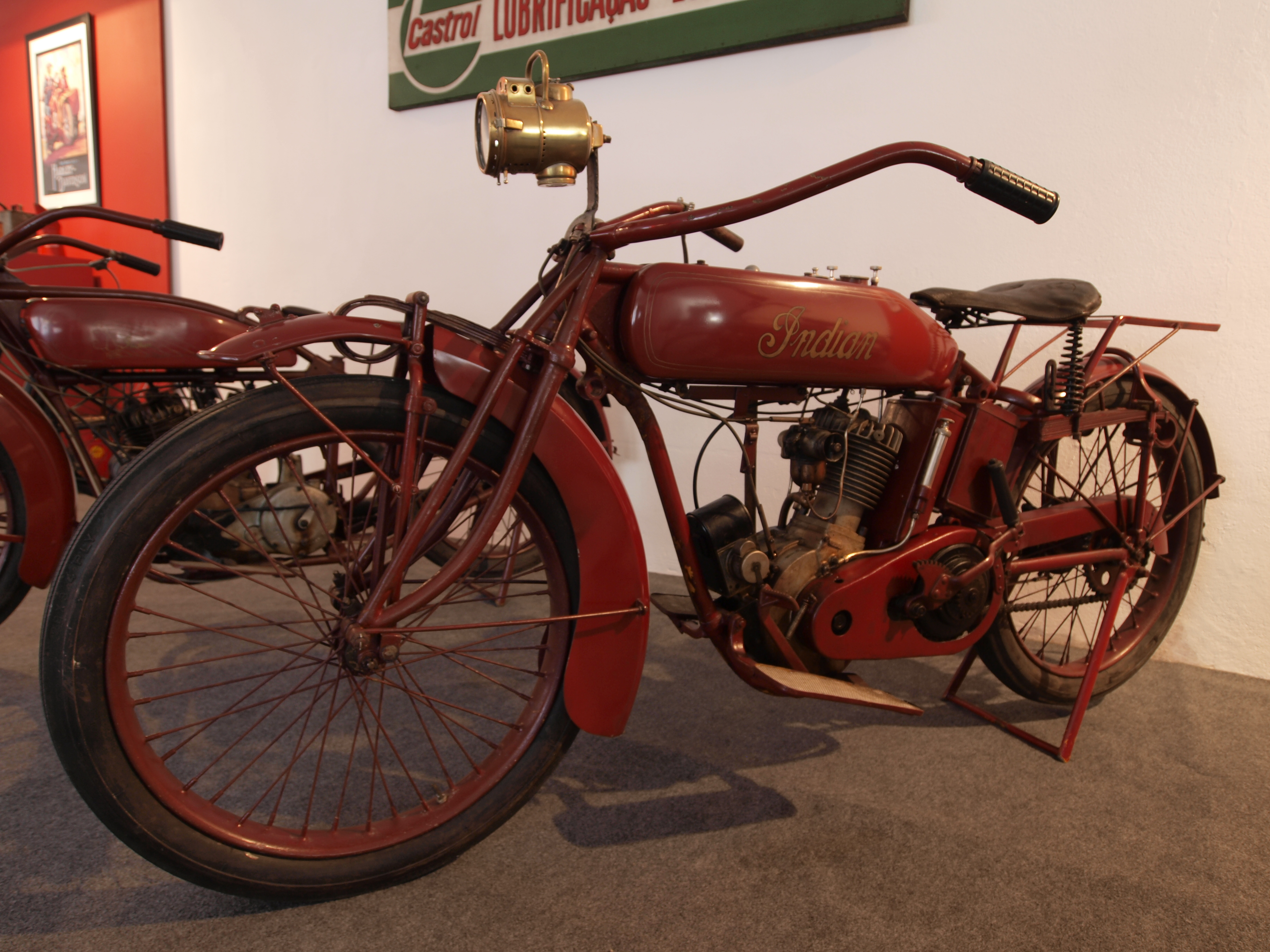
Indian de 600 cm3 de 1911
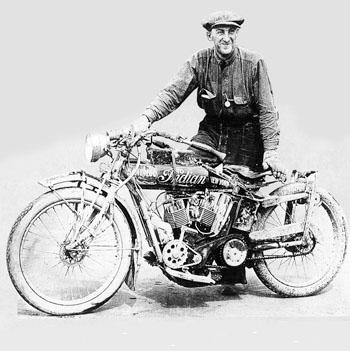
Erwin Baker, Cannonball 1912
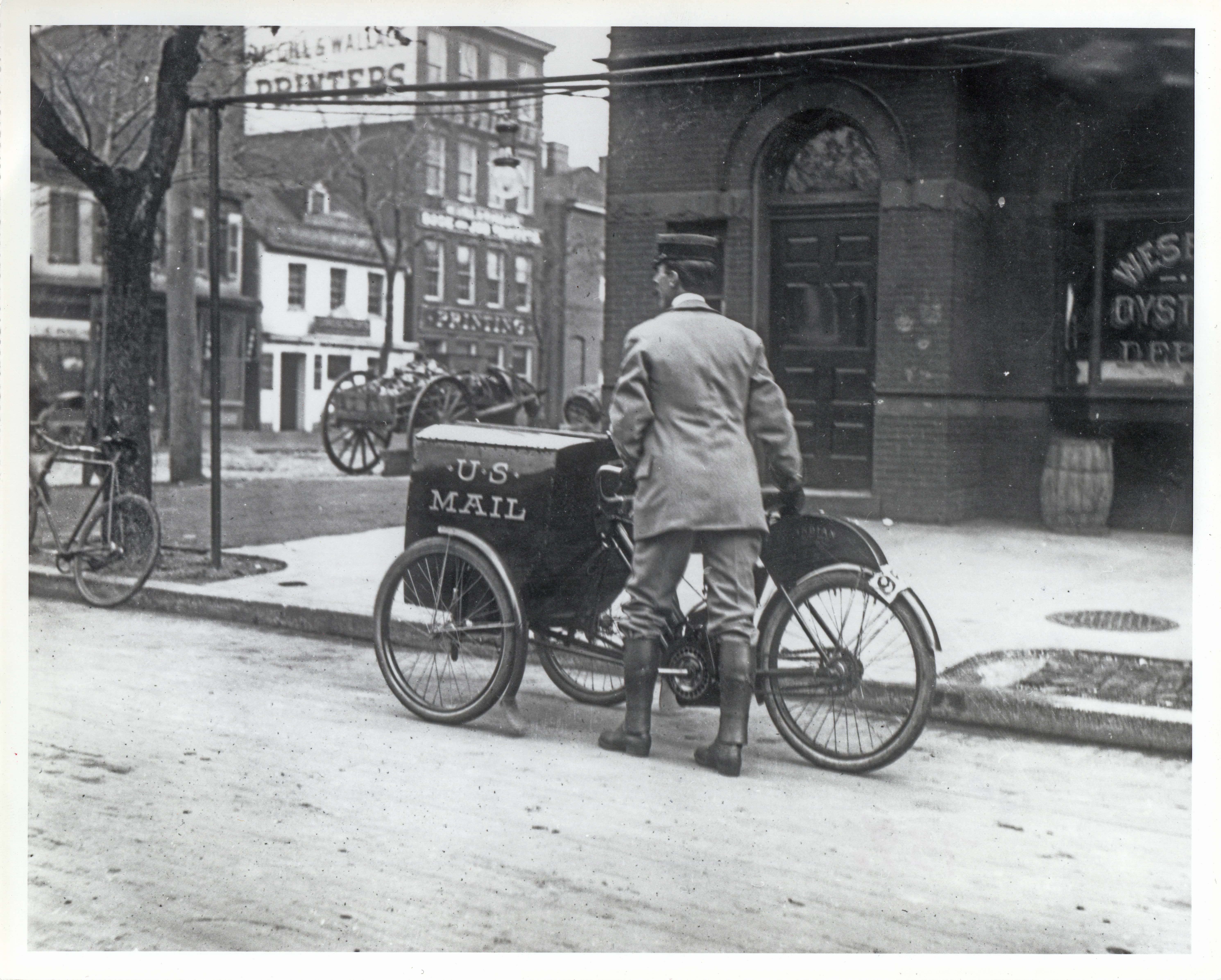
Tricycle Indian de la US Mail  de Washington DC en 1912
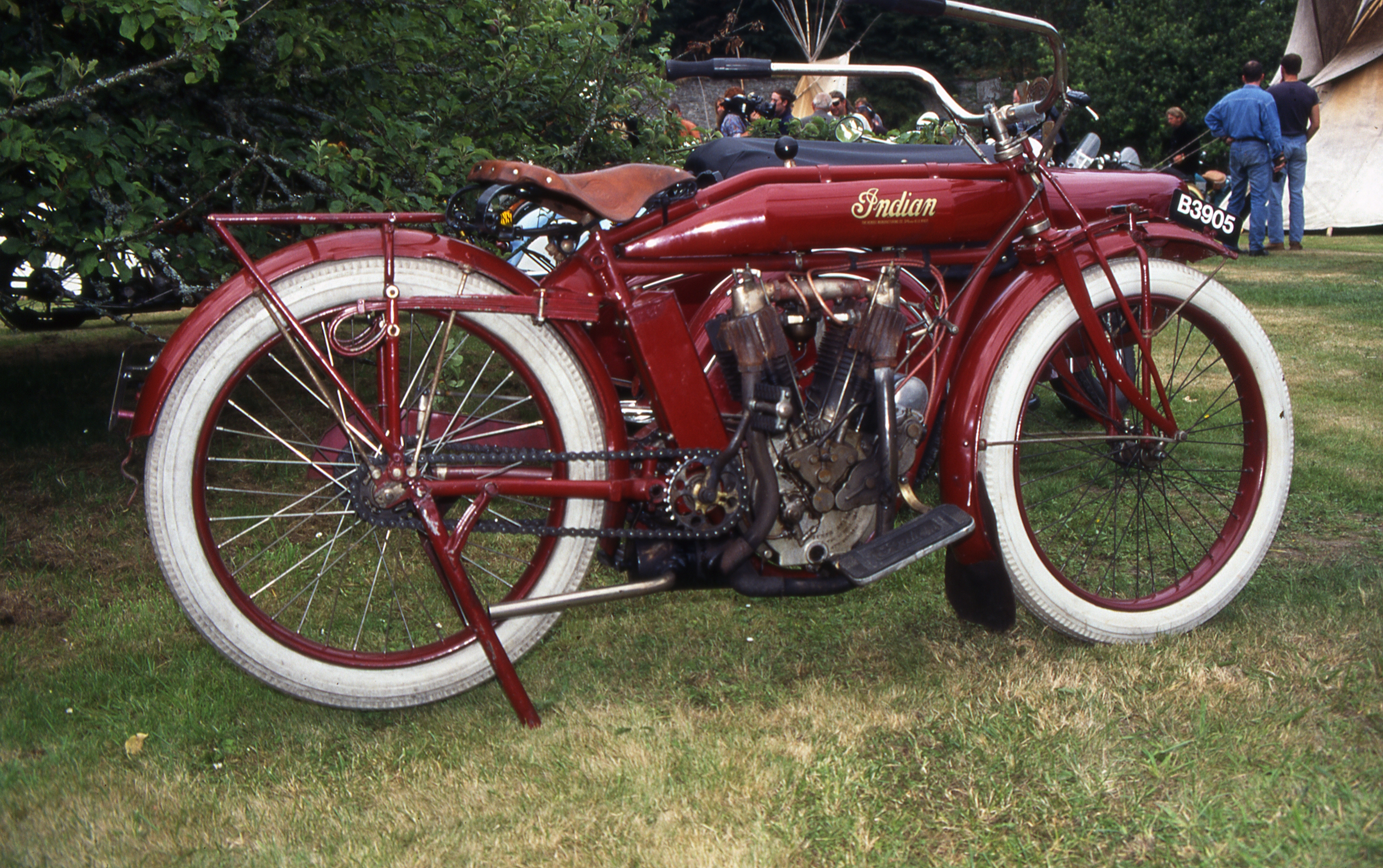
Indian Big Twin V2 998 cm3 1913

### Hendee Motocycle Company
Leur production très innovante de motos Indian est couronnée d'un succès immédiat et grandissant. Hedström fait ajouter 5 étages à son usine entre 1910 et 1912, pour parvenir à un pic record de production de 32 000 motos en 1913, avec plus de 2 000 revendeurs dans le monde, pour devenir rapidement le plus important fabricant au monde de motos, reconnues pour leur supériorité sur la concurrence, et pour leur fiabilité, devant leurs principaux concurrents de l'époque : Harley-Davidson de William Harley dès 1903, puis Henderson Motorcycle à partir de 1911.

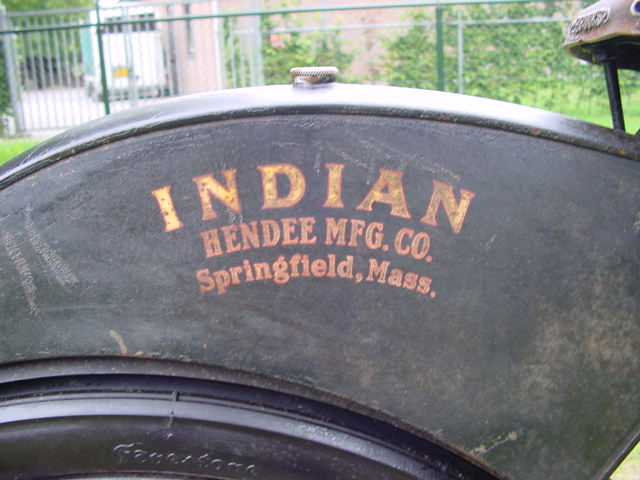
Logo Indian
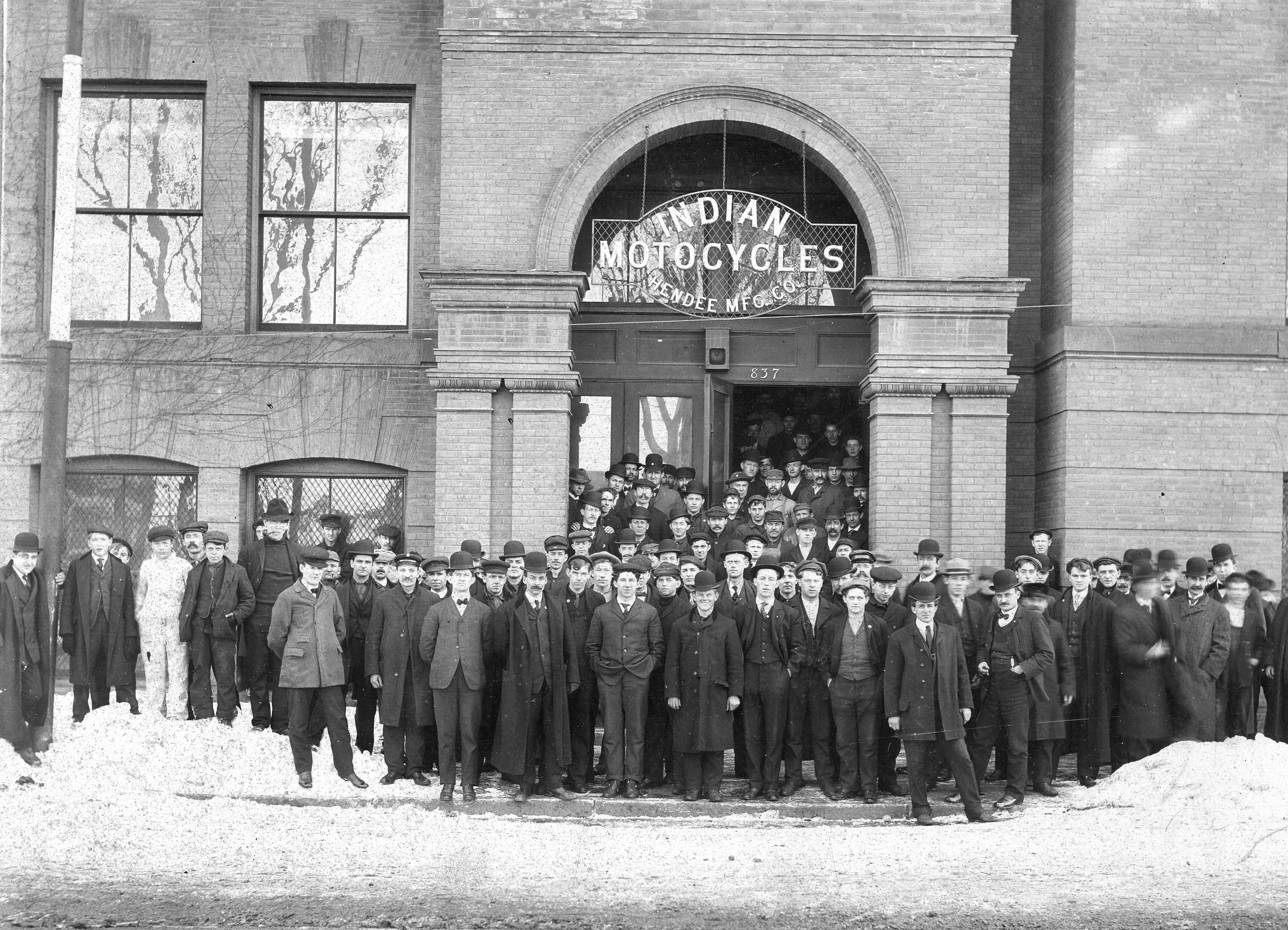
Employés de l'usine Indian Motocycles de Springfield en 1923
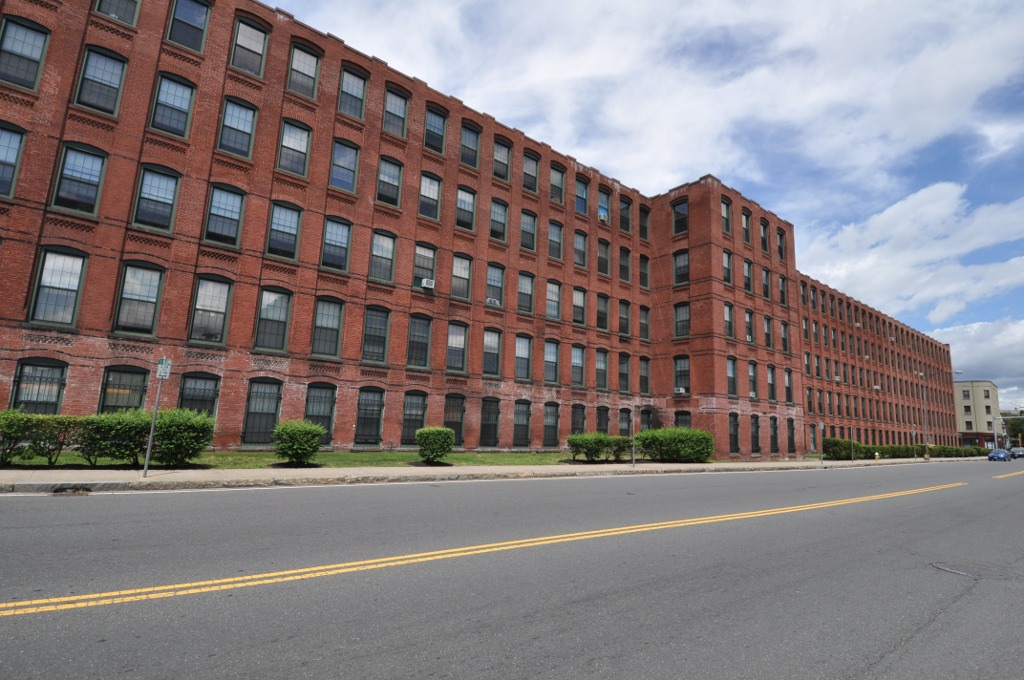
Usine historique Indian Motocycles de Springfield dans le Massachusetts

La marque gagne en notoriété mondiale en remportant de nombreuses courses, et de nombreux records de vitesse, dont un record personnel d'Hedström de 90 km/h en 1903 à Ormond Beach en Floride, les trois premières places du Tourist Trophy de l'île de Man 1911, et de nombreuses victoires et records de pilotes célèbres de l'époque, dont Erwin Baker (dit Cannonball Baker, en 1914, il traverse l'Amérique avec une Indian, de San Diego à New York, avec un record de 11 jours, 12 heures, et dix minutes).

### Après Indian
Oscar Hedström démissionne le 24 mars 1913, à l'âge de 42 ans, et vend ses actions de l'Indian Motocycle Company, à la suite d'un désaccord avec son conseil d'administration sur le montant du cours des actions de l'entreprise. Il se retire du monde des affaires et vit à Portland jusqu'à sa disparition en 1960, à l'âge de 89 ans. George Hendee démissionne à son tour en 1916, à l'âge de 49 ans, pour devenir éleveur de bétail et de volaille dans son ranch de plus de 500 hectares.
En tant que responsable du développement technique d'Indian jusqu'en 1913, avec plus de 135 000 moteurs Indian fabriqués durant sa carrière, Oscar Hedström est considéré comme un des meilleurs inventeurs de motos de route et de course de son temps, avec à son crédit des innovations et brevets techniques nombreux (tendeur de chaîne, allumage, carburateur, poignée d'accélérateur, suspension...). Ses moteurs ont équipé toutes les Indians jusqu'en 1916, ainsi que quelques marques de motos concurrentes. Hendee Motocycle Company est rebaptisée Indian Motocycle en 1923, avant de faire faillite en 1953. Elle est ressuscitée en 2004, avant de devenir filiale de l'entreprise américaine Polaris depuis 2011.

## Musées et distinctions
- 1998 : Oscar Hedström est intronisé au Motorcycle Hall of Fame (Musée du Temple de la renommée de la Moto) de Columbus dans l'Ohio (en même temps que William Harley de Harley-Davidson, et que les frères Henderson de Henderson Motorcycle)